# Krzesk-Królowa Niwa
Krzesk-Królowa Niwa – wieś w Polsce położona w województwie mazowieckim, w powiecie siedleckim, w gminie Zbuczyn. Ma status sołectwa.
Do 1954 roku istniała gmina Królowa Niwa. W latach 1975–1998 miejscowość administracyjnie należała do województwa siedleckiego.
Z Krzeska pochodził Jan Pasiak [1914-1962] ps. "Jawor"  syn Michała i Franciszki z Jagielaków – komendant IV Okręgu Lublin Batalionów Chłopskich.
Wierni Kościoła rzymskokatolickiego należą do parafii Matki Bożej Częstochowskiej w Krzesku-Majątku.
We wsi działa założona w 1925 roku jednostka ochotniczej straży pożarnej, która od 2014 roku jest w strukturach krajowego systemu ratowniczo-gaśniczego. Na wyposażeniu jednostki jest średni samochód ratowniczo-gaśniczny GBA 2,5/24/2,5 Mercedes Atego.

## Zabytki
Na terenie wsi znajdują się pozostałości obwałowań wczesnośredniowiecznego grodziska (VII-XIII w.).